# Demchugdongrub
Demchugdongrub vagy másik nevén De Wang (1902. február 9. – 1966. május 22.) mongol herceg, katonai parancsnok és államfő. Az 1936-ban a japánok által létrehozott Mengkukuo (Mengjiang) hercege volt nyolc évig. Uralkodása és személye nagyon megosztó: a mongolok közül sokan nemzeti hősnek tartják, aki a belső-mongol területeket védte a kommunizmustól. Szerintük megpróbálta feltámasztani a mongol öntudatot. Hasonló számban vannak, akik árulónak tartják: szerintük kiszolgálta a japán militarizmust és alávetette népét a japánoknak. Miután hercegként megszerezte a belső-mongol területek jelentős részét, rövid életű uralkodása alatt jelentősebb tevékenység nem történt.
1937-ig aktívan részt vett a kínai-japán háború eseményeiben mint katonai tanácsadó. Részt vett a taiyuani csatában, a Chahar hadműveletben és a Suiyuan hadjáratban. Állama visszamaradott és jellegtelen maradt minden próbálkozása ellenére, hiába kötött Japánnal és Mandzsúriával szövetséget. Uralmát – akarata ellenére – katonai diktatúra jellemezte, a japánok leszámoltak mindenkivel aki egy kicsit is veszélyt jelentett a birodalomra, vagy Belső-Mongóliára. 
1945-ben szovjet hadifogságba esett, majd hosszú ideig tartó bírósági perek után tisztára mosta a nevét. Pu Jival együtt amnesztiát kapott. Demchugdongrub ezután könyvtárosként dolgozott, majd 1966-ban, 64 éves korában Hohhot-ban halt meg.

## Élete

### Ifjúkora
1902. február 9-én született Chahar tartományban. 1908-ban meghalt édesapja, Namjil. Később Demchugdongrub feleségül vette az egyik Csing arisztokrata lányát, aki két év múlva megszülte De Wang első fiát. Az ezt követő években a hercegnek még született egy lánya és egy fia. Demchugdongrub kétszer házasodott, második feleségétől még egy fiút kapott.

### Politikai pályafutásának kezdete
1929-ben Demchugdongrub lett a Chahar tartomány elnöke lett. 1933-ban összegyűlt egy kis tanács Demchugdongrub vezetésével. A herceg azt javasolta, hogy egy pán-mongol mozgalmat hozzanak létre. Majd jelentést küldtek a nankingi kormánynak, hogy egy független Belső-Mongóliát akarnak. Azt is megmondták, ha tovább akadályozzák és hátráltatják őket, kénytelenek lesznek japán segítséget kérni. Erre válaszul Nanking megengedte nekik a mongol autonómiát.

### Együttműködése Japánnal

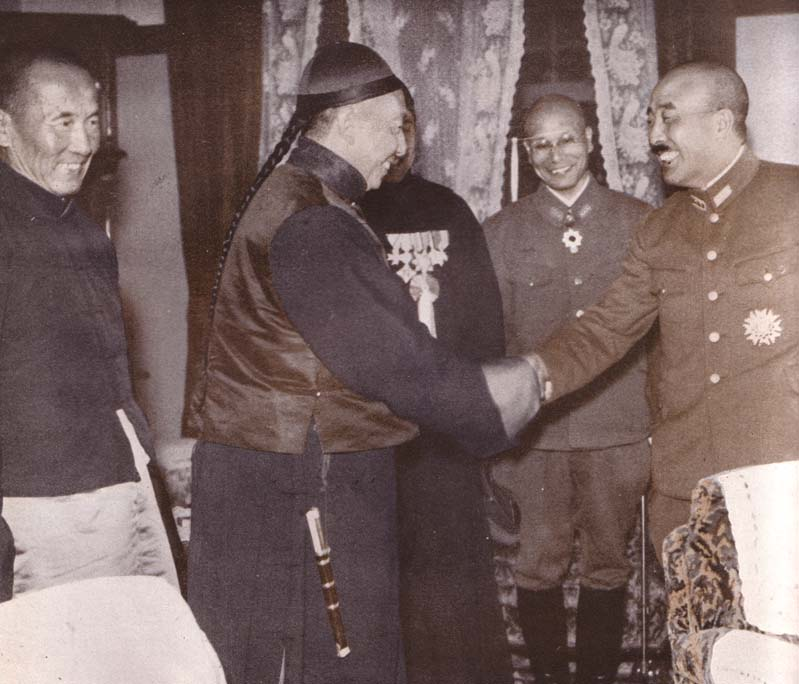
Demchugdongrub Seishiro Itagakival 1937-ban.

Demchugdongrub 1935-ban komoly erőfeszítéseket tett annak érdekében, hogy létrejöhessen egy független mongol állam. A japánok támogatták erőfeszítéseit, mivel akkor jelentősen gyengülne Kína és destabilizálni tudnák a kommunista irányítású Külső-Mongóliát (a mai Mongóliát). 1936-ban a japán erők bevonultak a térségbe, és létrehozták Mengkukuót. 1937 márciusában létrejött a szövetség Mandzsukuóval. Az új államba nem vándorolhattak be a kínaiak, illetve minden japánellenes intézményt felszámoltak. 1937-től Japán komoly pénzösszeget fordított az állam iparának fejlesztésére, mivel az ország jelentős ásványlelőhelyekkel rendelkezett.

### Összetűzés Yan Xishannal

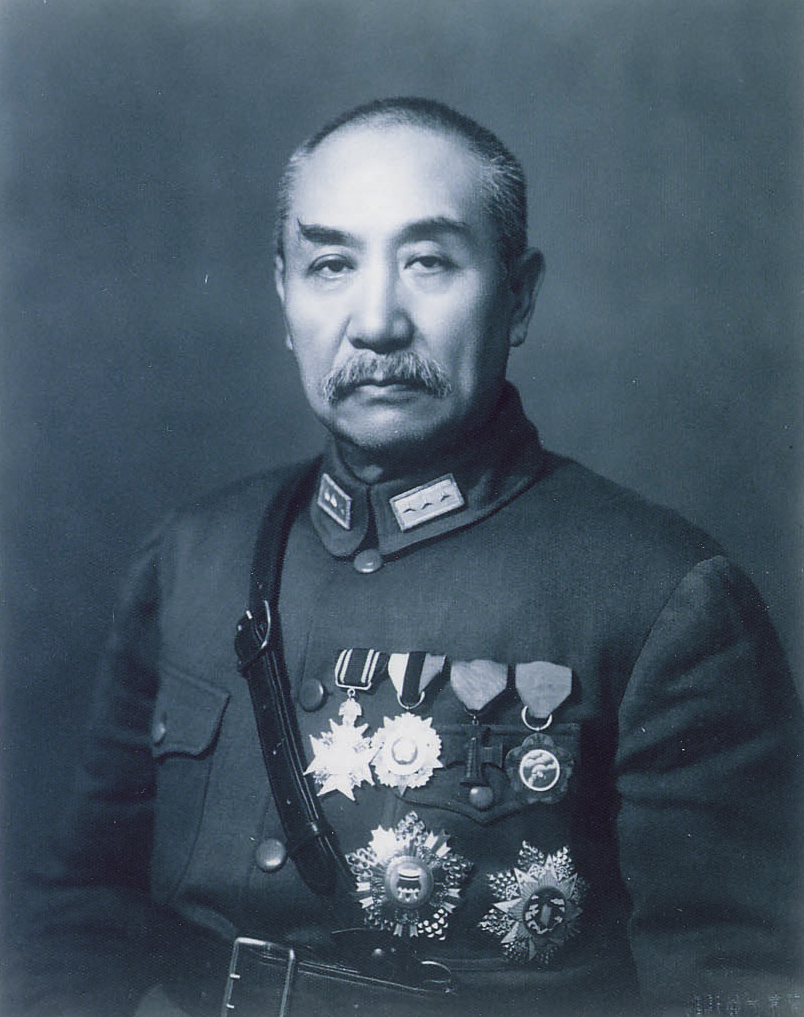
Yan Xishan. Shanxi hadúra 1934-től 1945-ig.

Demchugdongrub mandzsu segítséggel elfoglalja Suiyuan tartományt (Suiyuan hadjárat), ami addig Yan Xishan hadúr uralma alatt volt. A tartomány megtartására a mongol kormány katonaság felállítását kezdeményezte. Felállítottak egy 10 000 fős hadsereget, de a felszerelés hiányos volt, sok katonának nem volt fegyvere, lábbelije. Emellett a hadsereg nem rendelkezett se tankokkal, se ágyúkkal, se lovassággal, se légierővel.

### Háborúi és csatái
- Suiyuan hadjárat – 1937
- Második kínai–japán háború – 1937–1945
- Taiyuani csata – 1937
- Chahar hadművelet – 1937
- Második világháború – 1939–1945

### Bukása
1945-ben a szovjetek Mandzsúria ellen vonultak, és megszállták a térséget. Ekkor már mindenki tudta, hogy a másik állam, Mengkukuo is csak az utolsó hónapjait éli. 1945 augusztusában bevonultak a szovjet–mongol erők Belső-Mongóliába. A herceget elfogták, majd bíróság elé állították, ahol árulással vádolták, de Pu Jival együtt amnesztiát kapott. Demchugdongrub ezután könyvtárosként dolgozott, majd 1966-ban, 64 éves korában Hohhot tartományban halt meg.